# كالوم سيساي
كالوم سيساي (مواليد 4 سبتمبر 2002) هو لاعب كرة قدم سيراليوني يلعب في مركز الظهير الأيمن أو خط الوسط في نادي توتنهام هوتسبير.

## روابط خارجية
- كالوم سيساي على موقع قاعدة بيانات كرة القدم.إي يو (الإنجليزية)
- كالوم سيساي على موقع ناشيونال فوتبول تيمز (الإنجليزية)
- كالوم سيساي على موقع Soccerway.com (الإنجليزية)
- كالوم سيساي على موقع عالم كرة القدم.نت (الإنجليزية)